# یگان ۹۰۰
یگان ۹۰۰، یک بخش تخصصی در سازمان سیاسی و شبه‌نظامی شیعه لبنانی حزب‌الله است. رهبر این یگان، خضر یوسف نادر، معروف به عزالدین، بود که پیش از این، بر امنیت شخصی دبیرکل سابق حزب‌الله، سید حسن نصرالله، نظارت داشت. اعتقاد بر این است که این یگان به عنوان بخشی از ساختار امنیت داخلی و ضداطلاعاتی حزب‌الله عمل می‌کند و نقش کلیدی در حفظ اسرار عملیاتی و نظم داخلی این سازمان، ایفا می‌کند.

## مسئولیت‌ها
مسئولیت‌های این یگان شامل موارد زیر است:
- ضداطلاعات: نظارت و شناسایی تلاش‌های نفوذی توسط بازیگران خارجی، مانند سازمان‌های اطلاعاتی اسرائیل یا غرب. طبق گزارش‌ها، یگان ۹۰۰ در خنثی کردن جاسوسی و حفاظت از اطلاعات عملیاتی حساس نقش مهمی دارد.[۱]
- امنیت داخلی: حصول اطمینان از اینکه اعضا از اصول رفتاری و دستورالعمل‌های سازمانی سختگیرانه حزب‌الله، پیروی می‌کنند. این شامل نظارت بر اعضا و فعالیت‌های آن‌ها برای جلوگیری از عدم وفاداری یا نقض پروتکل می‌شود.[۱]
- رازداری عملیاتی: حفظ محرمانگی عملیات حزب‌الله با جلوگیری از نشت اطلاعات و حصول اطمینان از اینکه اطلاعات حساس محدود به پرسنل مجاز، باقی می‌ماند.[۱]

## ساختار و رهبری
با توجه به ماهیت مخفی حزب‌الله، اطلاعات عمومی کمی در مورد ساختار یا رهبری خاص یگان ۹۰۰، وجود دارد. با این حال، رهبر آن خضر یوسف نادر (عزالدین) شناخته می‌شد. فرض بر این است که او مستقیماً به رهبری ارشد حزب‌الله، گزارش می‌دهد، که نشان‌دهنده اهمیت مأموریت آن در این سازمان است. این یگان احتمالاً از افراد بسیار مورد اعتماد، با تجربه قابل‌توجه در کارهای امنیتی و اطلاعاتی، تشکیل شده است.

## ادراک خارجی
تحلیلگران، یگان ۹۰۰ را به عنوان یک جزء حیاتی از توانایی حزب‌الله، برای عملکرد سیاسی و نظامی می‌دانند. نقش آن در تضمین انسجام داخلی و امنیت عملیاتی، به انعطاف‌پذیری حزب‌الله در مواجهه با فشارهای خارجی و کارزارهای خصمانه، کمک می‌کند.